# Liguniowa Góra
Liguniowa Góra – wzgórze o wysokości 359 m n.p.m. Znajduje się na Garbie Tenczyńskim w miejscowości Zalas w województwie małopolskim. Północny stok został przecięty autostradą A4. Na zachodnim stoku znajduje się niewielki były kamieniołom. Na szczycie znajduje się maszt telefonii komórkowej.

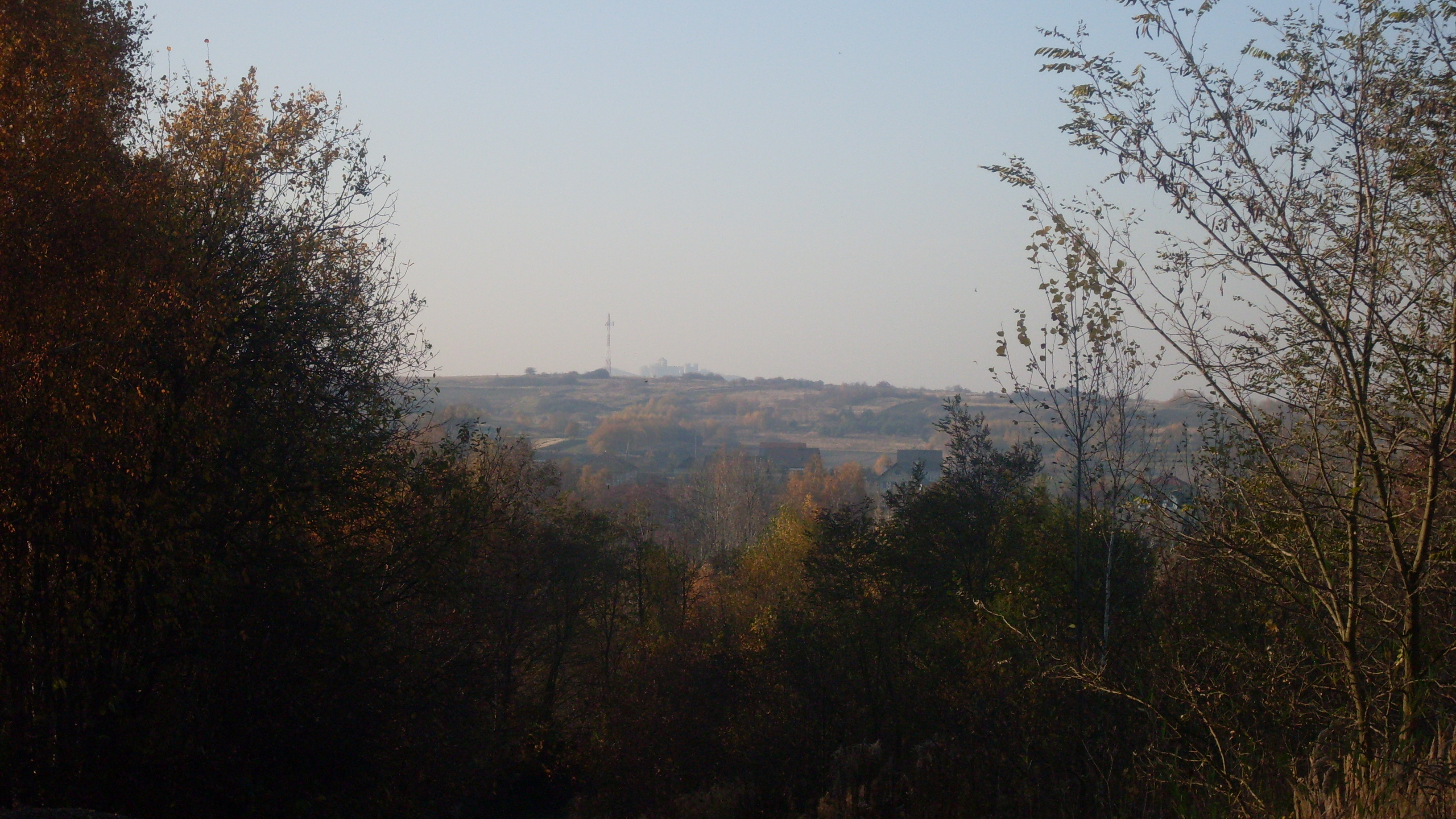
Widok na wzgórze od strony południowo-wschodniej

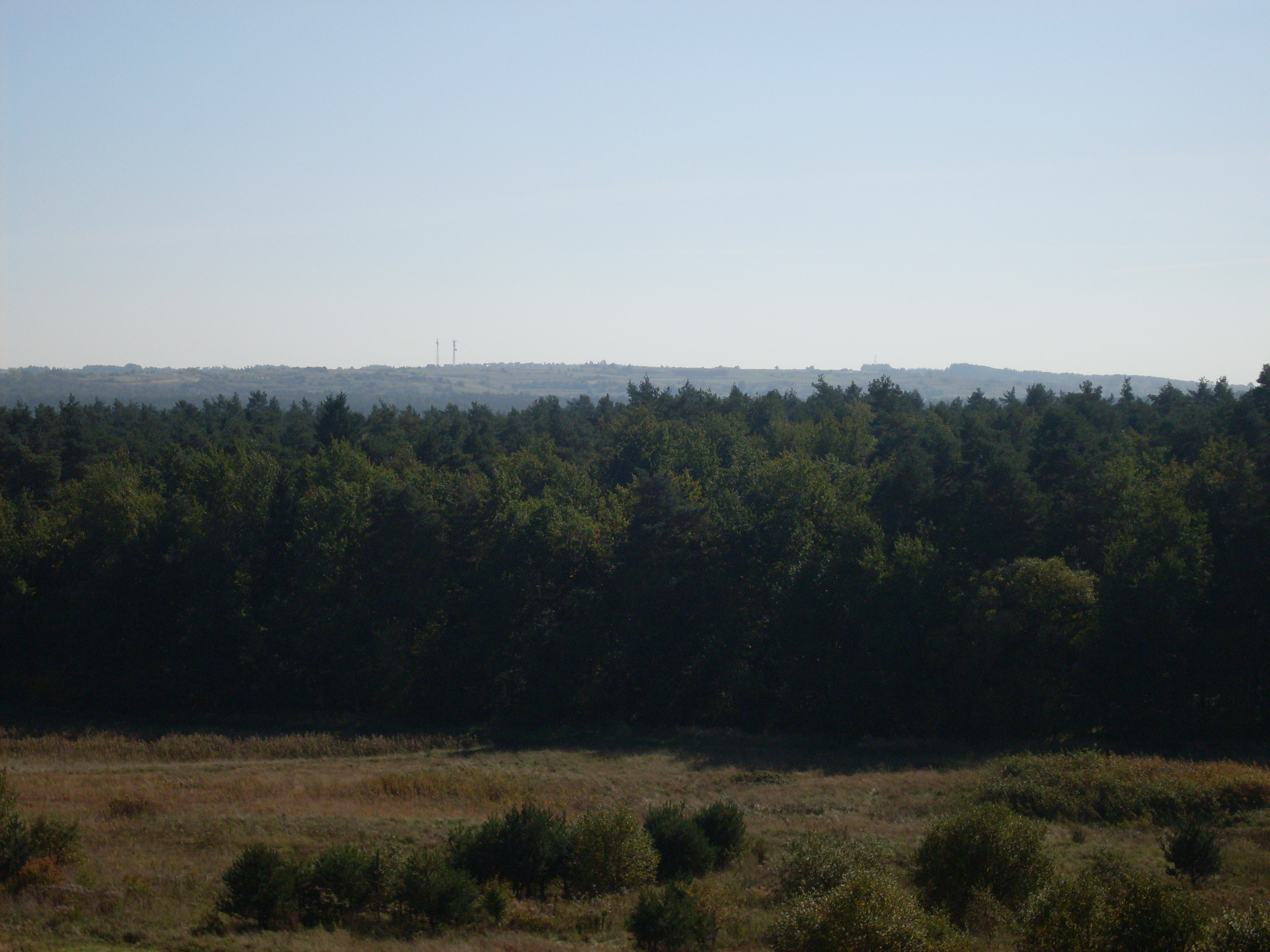
Panorama na Ligunową Górę z Tenczynka